# Haplophiura
Haplophiura is een geslacht van slangsterren uit de familie Ophiuridae.

## Soorten
- Haplophiura gymnopora (H.L. Clark, 1909)